# Deux Jeunes Filles et un marin
Pour plus de détails, voir Fiche technique et Distribution.
Deux Jeunes Filles et un marin (titre original : Two Girls and a Sailor) est un film musical américain en noir et blanc réalisé par Richard Thorpe, sorti en  1944.

## Synopsis
Patsy et Jean Deyo sont deux sœurs qui ont grandi en suivant leurs parents qui chantaient et dansaient dans des tournées à travers le pays. Dès qu'elles en ont eu l'âge, elles ont créé leur propre numéro. Devenues adultes, Patsy, la plus calme et la plus responsable, met souvent en garde sa sœur, qui ne dédaigne pas les flirts occasionnels. Après que Jean, qui veut se marier avec un homme riche, a reçu des orchidées d'un admirateur qui signe « quelqu'un », les deux sœurs essaient, mais sans succès, de repérer cet homme lors de leur spectacle dans un night-club performances. Après le spectacle, elles organisent chez elles une « cantine privée », où elles invitent des soldats et des marins. Elles sont toutes deux attirées par un des marins, nommé Johnny. Lui est attirée par Jean, alors que celle-ci est l'objet de l'attention du sergent Frank Miller. Durant la soirée, Jean montre à Johnny un entrepôt abandonné près de chez elles et dit qu'elles aimeraient bien convertir le bâtiment en une vraie cantine. Le lendemain; elles apprennent par un certain M. Nizby que « quelqu'un » a acheté l'entrepôt pour elles et qu'il paye aussi sa rénovation. Pendant que Patsy et Jean inspectent les lieux, elles découvrent qu'y vit Billy Kipp, un acteur comique populaire qu'elles ont connu dans leur jeunesse. Il y vit seul car sa femme et son fils  l'ont quitté des années auparavant.
Une fois le bâtiment restauré, les jeunes femmes y produisent un spectacle, payé par « quelqu'un », auquel assistent des centaines de soldats, y compris Johnny et Frank. Alors qu'elles dansent avec Johnny, Billy entend le danseur Ben Blue commander des orchidées au téléphone et pense qu'il est ce « quelqu'un. » Billy se précipite pour le dire à Patsy et Jean, mais il s'avère que c'était pour sa femme. Quand Johnny demande à Patsy comment elle aimerait que soit ce « quelqu'un », elle répond qu'elle désire seulement qu'il soit gentil et qu'il épouse Jean, et qu'elle ne veut pour elle qu'un vrai amour pour un homme honnête. Le lendemain matin, Billy entend M. Nizby commander des travaux pour la cantine et indiquer que le règlement sera effectué par John Dyckman Brown. Sûr de son fait cette fois-ci, Billy prévient les deux sœurs. Jean est ravie d'apprendre que le célèbre millionnaire est son admirateur, mais Patsy, elle, est perturbée et se rend à la propriété des Brown pour le rencontrer. Elle accuse d'abord John Dyckman Brown, puis son fils John Dyckman Brown II, de jouer avec les sentiments de sa sœur, puis elle finit par découvrir que « quelqu'un » est en fait John Dyckman Brown III, à savoir Johnny. Patsy est anéantie, mais fait croire qu'elle est heureuse pour sa sœur. Après son départ, Johnny confesse à son père et à son grand-père que c'est en fait de Patsy qu'il est amoureux, mais qu'il a peur de blesser Jean. Plus tard, Patsy, déprimée, se rend au night-club et annonce à Jean la vérité sur l'identité de Johnny. L'excitation de Jean à propos de la fortune de Johnny rend Patsy encore plus triste et elle sort du club en pleurant. À l'insu des jeunes femmes, les Dyckman I et II étaient venus voir le spectacle, et ils sont surpris d'y voir Billy. Jean, pendant ce temps, a réalisé que Patsy est amoureuse de Johnny et demande à Frank, vers qui elle a toujours été attirée, s'il l'aime. Comme il répond oui, elle l'embrasse et le lendemain annonce à Patsy et à la famille Brown qu'elle va se marier avec Frank, un fermier. Johnny demande Patsy en mariage, et le soir même Billy retrouve son fils Junior, un engagé qui lui ressemble comme un goutte d'eau.

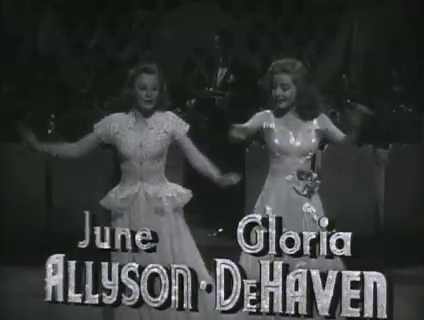
June Allyson et Gloria DeHaven

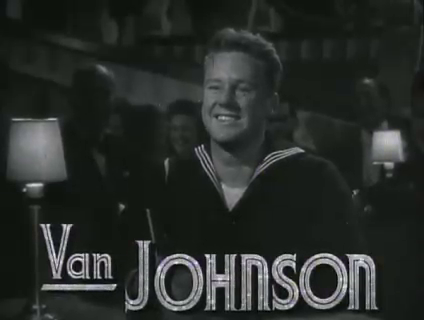
Van Johnson

## Fiche technique
- Titre original : Two Girls and a Sailor
- Titre français : Deux Jeunes Filles et un marin
- Réalisation : Richard Thorpe
- Scénario : Richard Connell et Gladys Lehman
- Direction artistique : Cedric Gibbons et Paul Groesse
- Décors : Edwin B. Willis, assisté de John Bonar
- Costumes : Irene, assistée de Kay Dean
- Son :	Douglas Shearer
- Musique : Calvin Jackson et George Stoll (non crédités)
- Musique additionnelle : Sammy Fain (compositeur du thème "Ouverture ")
- Chorégraphie : Sammy Lee
- Arrangements vocaux : Kay Thompson
- Photographie : Robert Surtees, Robert Planck
- Montage : George Boemler
- Producteur : Joe Pasternak
- Société de production : Metro-Goldwyn-Mayer
- Société de distribution : Loew's Inc
- Pays de production :  États-Unis
- Langue d'origine : anglais américain
- Format : noir et blanc — 35 mm — 1,37:1 — son : mono (Western Electric Sound System)
- Genre : film musical et comédie romantique
- Durée : 124 minutes
- Dates de sortie : 
  - États-Unis : 27 avril 1944
  - France : 10 janvier 1947

## Distribution
- June Allyson : Patsy Deyo
- Gloria DeHaven : Jean Deyo
- Van Johnson : John Dyckman Brown III
- Tom Drake : sergent Frank Miller
- Henry Stephenson : John Dyckman Brown I
- Henry O'Neill : John Dyckman Brown II
- Ben Blue : lui-même
- Carlos Ramirez : lui-même
- Albert Coates : lui-même
- Donald Meek : M. Nizby
- Amparo Iturbi : elle-même
- José Iturbi : lui-même
- Jimmy Durante : Billy Kipp / Billy Kipp Junior
- Gracie Allen : elle-même
- Lena Horne : elle-même
- Virginia O'Brien : elle-même
- Harry James : lui-même
- Frank Sully : soldat Adams
- Xavier Cugat et son orchestre

Actrices non créditées
- Karin Booth : une jeune femme en rêve
- Ava Gardner : une danseuse
- Joan Thorsen : Gladys Deyo
- Gigi Perreau : Jean, à deux ans et demi
- Doreen McCann : Patsy, à deux ans
- Eilene Janssen : Patsy, à quatre ans
- Sandra Lee : Jean, à un an

## Bande originale
- Estrellita : musique de M. M. Ponce, interprétée par Harry James and His Music Makers
- Flash de Harry James
- Charmaine de Erno Rapee et Lew Pollack, interprétée par Harry James and His Music Makers
- Danse rituelle du feu, extrait de L'Amour sorcier de Manuel de Falla, interprétée par José Iturbi et Amparo Iturbi

## Chansons
- Babalu : paroles et musique de Margarita Lecuona, interprétée par Lina Romay
- In a Moment of Madness : paroles de Ralph Freed, musique de Jimmy McHugh, interprétée par Helen Forrest
- My Mother Told Me : paroles de Ralph Freed, musique de Jimmy McHugh, interprétée par Gloria DeHaven
- Granada : paroles et musique d'Agustín Lara, interprétée par Carlos Ramírez
- A Love Like Ours : paroles de Mann Holiner, musique d'Alberta Nichols, interprétée par June Allyson et Gloria DeHaven, doublées par Virginia Rees et Dorothy Jackson
- Rumba, Rumba : paroles de Sammy Gallop, musique de José Pafumy, interprétée par Lina Romay
- Sweet and Lovely : paroles et musique de Gus Arnheim, Harry Tobias et Jules Lemare, interprétée par June Allyson et Gloria DeHaven, doublées par Virginia Rees et Dorothy Jackson
- Take It Easy : paroles et musique d'Al DeBru, Irving Taylor et Vic Mizzy, interprétée par Virginia O'Brien, Lee Wilde, Lyn Wilde et Lina Romay
- You Dear : paroles de Ralph Freed, musique de Sammy Fain, interprétée par Harry James and His Music Makers
- The Young Man with a Horn : paroles de Ralph Freed, musique de Georgie Stoll, interprétée par June Allyson et Harry James and His Music Makers
- Inka Dinka Doo : paroles et musique de Jimmy Durante, Ben Ryan (en) et Harry Donnelly, interprétée par Jimmy Durante
- Who Will Be with You When I'm Far Away et I Gotta Go, I Gotta Stay : paroles et musique de Jimmy Durante, interprétées par Jimmy Durante
- A-Tisket A-Tasket : paroles et musique d'Al Feldman et Ella Fitzgerald, interprétée par June Allyson et Gloria DeHaven, doublées par Virginia Rees et Dorothy Jackson
- Paper Doll : paroles et musique de Johnny Black, interprétée par Lena Horne
- Did You Ever Have the Feelin'?, paroles et musique de Jimmy Durante, interprétée par Jimmy Durante
- Thrill of a New Romance : musique de Xavier Cugat et Foster Curbelo, paroles de Harold Adamson, interprétée par Xavier Cugat et son orchestre

Artistes présents dans le film
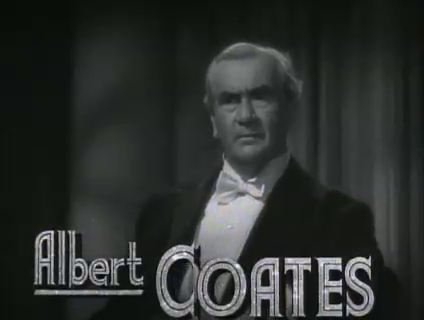
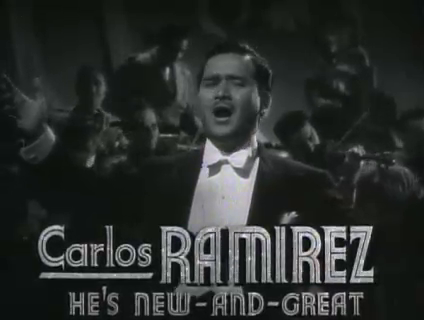
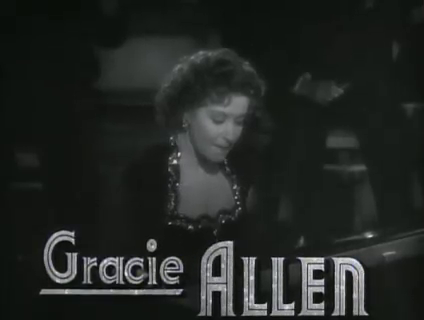
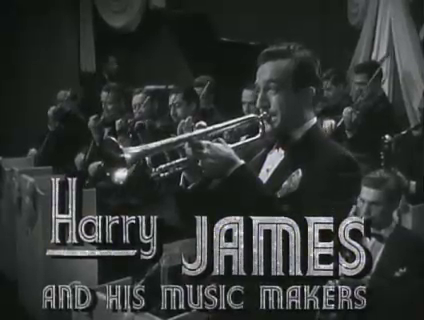
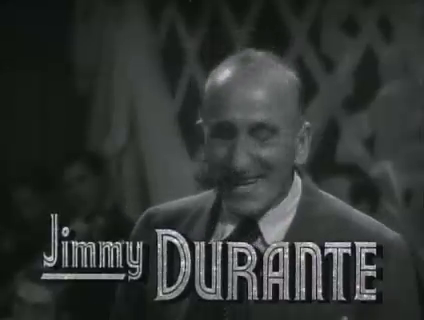
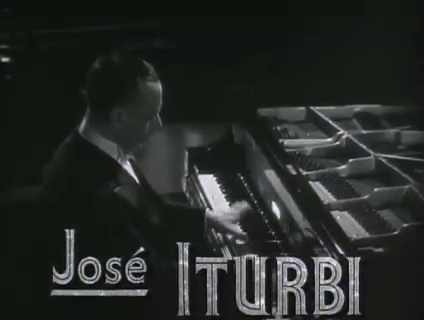
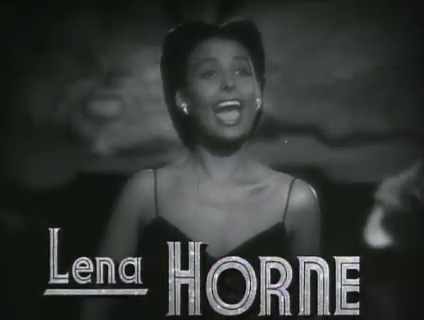
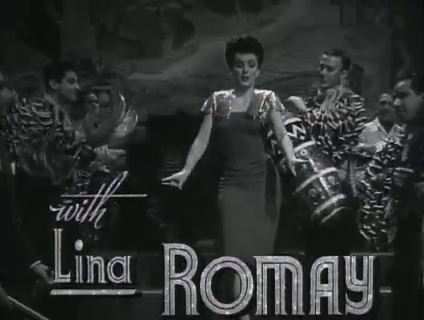
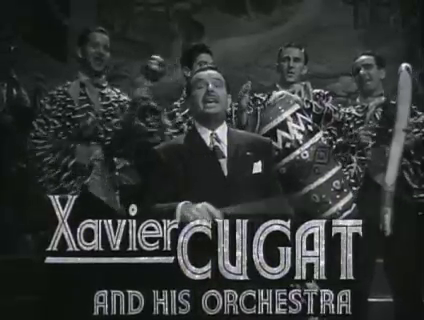

## Récompenses et distinctions
- Oscars 1945 : nomination pour l'Oscar du meilleur scénario original pour Richard Connell et Gladys Lehman